# Universidad de Carabobo Rugby Club
Universidad de Carabobo Rugby Club (UCRC) es un equipo venezolano de rugby. Está afiliado a la Federación Venezolana de Rugby. Tiene su sede en Valencia, estado Carabobo. Fue fundado en 1999 por exjugadores del Valencia Rugby Club. Juega como local en el Polideportivo Arístides Pineda.